# 201E busz (Budapest)
A budapesti 201E jelzésű autóbusz a Kőbánya-Kispest és a XVII. kerületi Kucorgó tér között közlekedett, kizárólag a munkanapi reggeli csúcsidőszakokban. A viszonylatot a Budapesti Közlekedési Zrt. üzemeltette. Rákoscsaba körül körforgalmi járatként közlekedett a Csabai út – Péceli út – Zrínyi utca – Pesti út útvonalon. Az útvonala Rákoskeresztúr, városközpontig megegyezett a 202E járatéval, azonban a 202E Rákoscsaba körül az ellenkező irányban tette meg a kört.

## Története
2008. szeptember 6-án a megszűnő Keresztúr-buszt két járat váltotta fel, amelyeknek az útvonalát meghosszabbították a korábbi 161-es és 162-es vonalán a Kucorgó térig, Rákoscsaba körül körforgalomban. A két járat a 201E és a 202E jelzést kapta.
2008. december 29-étől a KöKi Terminál bevásárlóközpont építési munkálatai miatt megszűnt a Kőbánya-Kispestnél lévő autóbusz-végállomás, helyette a buszok a korábbi P+R parkoló helyén kialakított ideiglenes végállomásra érkeztek. 2011. június 21. és október 3. között, az M3-as metró Kőbánya-Kispest állomásának átépítése miatt a metróra való közvetlen átszállás érdekében, a Határ útig meghosszabbított útvonalon közlekedett. A kényelmesebb vasúti átszállás végett ideiglenesen megállt a Felüljáró megállóhelyen is, a Sibrik Miklós úti felüljáró északi oldalán. Az új autóbusz-végállomás elkészültével, október 4-étől ismét csak Kőbánya-Kispestig közlekedett.
2019. április 6-ától a közlekedése szünetel, helyette a 161E és a 202E busz közlekedik.
2023. január 7-étől a járat hivatalosan is megszűnt.

## Útvonala
| Kőbánya-Kispest M → Kucorgó tér → Kőbánya-Kispest M | Kőbánya-Kispest M → Kucorgó tér → Kőbánya-Kispest M |
| --- | --------------------------------------------------- |
| Kőbánya-Kispest M vá. – Vak Bottyán utca – Gyömrői út – Újhegyi út – Kozma utca – Jászberényi út – Pesti út – Csabai út – Péceli út – Zrínyi utca – Kucorgó tér – Pesti út – Jászberényi út – Kozma utca – Újhegyi út – Gyömrői út – Vak Bottyán utca – Kőbánya-Kispest M vá. |                                                     |

A megállók Rákoskeresztúr városközpontig az egykori Keresztúr-busz megállóival, onnan pedig a régi 161-es és 162-es buszokéval egyeztek meg. Kőbányáról mindkét busz a Sibrik Miklós út – Gyömrői út – Újhegyi út – Kozma utca – Jászberényi út – Pesti út útvonalon jutott el Rákoskeresztúr központjába az egykori Keresztúr-busz útvonalával megegyezően, majd innen a 201E a régi 161-es útvonalát követve a Csabai út – Péceli út – Zrínyi utca – Kucorgó tér – Pesti út útvonalon, a 202E pedig a régi 162-es útvonalán a Pesti út – Kucorgó tér – Zrínyi utca – Péceli út – Csabai út útvonalon tette meg a kört. Ezután Rákoskeresztúr városközponttól ugyanazon az útvonalon mentek vissza Kőbánya-Kispestre, ahol jöttek.

## Megállóhelyei
Az átszállás kapcsolatok között a 202E busz nincs feltüntetve.
| 0  | Kőbánya-Kispest M végállomás | 32 | 68, 85, 85E, 93, 93A, 98, 98E, 136E, 148, 151, 182, 184, 193E, 200E, 282E, 284E 575, 576, 577, 580, 581 S20 , S21 , S25 , S36 , G43 , S50 , G50 , Z50 , S51 , IC, EC, sebesvonat, gyorsvonat P+R (KöKi Terminál) P+R (Kőbánya-Kispest) |
| 5  | Bányató utca                 | 28 | |
| 7  | Új köztemető                 | 26 | 68, 95, 195 28, 28A, 37 |
| 13 | Rézvirág utca                | 17 | 67, 68, 161, 161A, 162A, 195, 261E, 262 |
| 15 | 501. utca                    | 16 | 68, 161, 161A, 162A, 195, 262 |
| 16 | 509. utca                    | 14 | 161, 161A, 162A, 195, 262 |
| 17 | 513. utca                    | ∫  | 67, 161, 161A, 162A, 195, 262 |
| 18 | Borsó utca                   | 13 | 67, 97E, 161, 161A, 162A, 169E, 195, 261E, 262 |
| 19 | Kis utca                     | 11 | 97E, 161, 161A, 162A, 169E, 195, 198, 261E, 262 |
| 21 | Bakancsos utca               | 10 | 46, 97E, 161, 162A, 169E, 195, 198, 261E, 262 |
| 22 | Szent kereszt tér            | 9  | 46, 97E, 161, 162A, 169E, 195, 198, 261E, 262 |
| 24 | Rákoskeresztúr, városközpont | 8  | 46, 97E, 98, 161, 161A, 162A, 169E, 195, 198, 261E, 262 505, 506, 510 Távolsági járatok |
| ∫  | Mezőtárkány utca             | 6  | 97E, 161 |
| ∫  | Oroszvár utca                | 4  | 97E, 161 |
| ∫  | Sági utca                    | 4  | 97E, 161 |
| ∫  | Tápióbicske utca             | 3  | 97E, 161 505, 506, 510 |
| ∫  | Kisvárda utca                | 2  | 97E, 161 |
| ∫  | Szabadság sugárút            | 1  | 97E, 161 |
| 25 | Szárny utca                  | ∫  | 161, 169E, 262 |
| 27 | Szabadság sugárút            | ∫  | 161, 169E, 262, 297 |
| 28 | Lemberg utca                 | ∫  | 161, 169E, 262 |
| 29 | Óvónő utca                   | ∫  | 161, 169E |
| 30 | Csaba vezér tér              | ∫  | 161, 169E, 298 |
| 31 | Alsódabas utca               | ∫  | 161, 262, 298 |
| 33 | Regélő utca                  | ∫  | 161, 262 |
| 34 | Császárfa utca               | ∫  | 161, 262 |
| 35 | Nagyszentmiklósi út          | ∫  | 161, 262 |
| 36 | Kucorgó tér végállomás       | 0  | 97E, 161, 197, 262 505, 506, 510 |